# Johan Georg Schwartze
Johan Georg Schwartze (ur. 14 października 1814, zm. 27 sierpnia 1874) – holenderski malarz specjalizujący się w portrecie i malarstwie historycznym, ojciec malarki Thérèse Schwartze.
Johan Georg Schwartze urodził się 14 października 1814 roku w Amsterdamie. W młodości wyjechał do Filadelfii, gdzie uczył się sztuki malarskiej pod kierunkiem Emanuela Leutze. Powrócił do Europy w 1838 roku i spędził sześć lat w Düsseldorfie, na nauce u Friedricha von Schadowa i Karla Sohna oraz prywatnych lekcjach u Karla Lessinga.